# 原田富士男
原田 富士男（はらだ ふじお、1969年2月17日 -、旧姓：上田）は、福岡県出身の元競艇選手。養成62期、登録番号3360、身長163cm、血液型はA型。師匠は倉尾良一。ニックネームは「玄海のドーベルマン」。

## 来歴
1987年福岡県立水産高等学校を卒業、62期生として本栖訓練所に入所、1988年5月20日福岡競艇場でデビュー。初出走から2節目の同年6月4日福岡競艇場で水神祭。
1992年の7月の若松競艇場にて初優勝。
G1初参戦は1995年1月の丸亀競艇場・新鋭王座決定戦。SGへ初参戦は2000年10月の戸田競艇場・全日本選手権。
2001年2月大村競艇場・九州地区選手権でG1初優勝を達成。
2012年5月ボートレース若松・一般戦にて通算1,500勝を達成。
2020年2月ボートレース唐津・G1第66回九州地区選手権の最終日6Rをもって引退を表明。その後、同年4月よりボートレーサー養成所の実技教官に転身している。

## G1優勝
- 九州地区選手権（2001年・大村競艇場）
- 赤城雷神杯（2002年・桐生競艇場）

## 人物・エピソード
- 2002年1月より、競艇オフィシャルサイトのレーサー日記を（前任の田頭実から継いで）約1年間担当した。原田自身や他の選手の出来事やエピソードを楽しく綴り、艇界の田口壮と言わんばかりの文才があるところを見せた。
- 元々は「上田富士男」であったが、1996年5月に結婚して原田姓に改姓。
- 長男・才一郎（122期、登録番号5028）、次男・雄次（125期、登録番号5102）共に競艇選手となる。三男の栄士は料理人を目指し修行中である。特に才一郎は122期養成所チャンプで、2018年5月7日若松競艇場でのデビュー戦で1着となっている[5]。